# Oroszország vasúti közlekedése
Oroszország vasúthálózatának hossza 87 157 km, amely széles nyomtávú (1520 mm), ebből 40 300 km villamosított. Az ország vasúthálózata a második leghosszabb a világon. Elsősorban teherszállítás zajlik a vonalakon a nagy bányákból a gyárakba és a kikötők felé. Oroszország iparvasútjának hossza körülbelül 30 000 km.

## Vasúti kapcsolata más országokkal

### Azonos nyomtáv
- Finnország - 4 mm eltérés (1524 mm / 1520 mm), de ez nem befolyásolja a közlekedést
- Észtország - 4 mm eltérés (1524 mm / 1520 mm), de ez nem befolyásolja a közlekedést
- Lettország
- Litvánia - csak a Kalinyingrádi területtel van kapcsolat
- Fehéroroszország
- Ukrajna
- Grúzia
- Azerbajdzsán
- Kazahsztán
- Mongólia

### Eltérő nyomtáv
- Kína 1435 mm / 1524 mm
- Észak-Korea 1435 mm / 1524 mm
- Lengyelország 1435 mm / 1524 mm

### Nincs
- Japán
- Kanada - tervezés alatt az Alaszka–Oroszország-alagúton keresztül
- USA - tervezés alatt az Alaszka–Oroszország-alagúton és Kanadán keresztül
- Norvégia, de lehetséges Finnországon és Svédországon keresztül